# Nikola Kalabić
Nikola Kalabić (Podnovlje kraj Dervente, 20. prosinca 1906. — kraj Valjeva, 19. siječnja 1946.), poznat i pod pseudonimom Ras-Ras, zapovjednik Gorske kraljeve garde Jugoslovenske vojske u otadžbini i suradnik njemačkog okupatora tijekom Drugog svjetskog rata. 
U dogovoru s Nijemcima vršio je brutalnu kampanju terora nad partizanskim simpatizerima na području okupirane Srbije. Njegov život neposredno nakon rata, odnosno navodna uloga u hvatanju Draže Mihailovića je desetljećima bila predmet kontroverzi i urbanih legendi.
Na zahtjev Kalabićeve obitelji, donijeta je 2017. godine kod Višeg suda u Valjevu pokrenut postupak radi njegove rehabilitacije, te je Apelacioni sud u svibnju 2018. godine ukino prvostupanjsku odluku o rehabilitaciji, uputivši da valja utvrditi je li Kalabić počinio ratne zločine. Da je Kalabić kriv za ratne zločine, po svemu sudeći, postoje uvjerljivi dokazi.

## Predratni životopis
Rođen je 1906. u Podnovlju kraj Dervente, u sjevernoj Bosni, od oca Milana i majke Joke. Nikolin otac se razveo od Joke nakon Prvog svjetskog rata, i zatim se ženio još tri puta. Nikolu je u početku vodio sa sobom, tako da se on školovao u mjestima očevog službovanja, a nakratko i u Novom Pazaru.  
Završio je šest razreda gimnazije, a zatim je upisao geodeziju u Beogradu. Na studijama je upoznao godinu dana mlađu drugaricu Borku, rođenu u Rajkovićima kod Valjeva. Borka i Nikola su se vjenčali 1929. godine u Valjevu, a iduće godine, treći kolovoza, rodili su im se blizanci Mirjana i Milan. Prvu službu dobili su u Beogradu. Uslijedilo je premještanje u Aranđelovac, i najzad u Valjevo, gdje su Kalabići ostali boraviti. Nikola Kalabić je do početka Drugog svjetskog rata radio u valjevskoj katastarskoj upravi.

## Drugi svjetski rat
Prvi ratni dan, 6. travnja 1941. godine, pričuvnog poručnika Nikolu Kalabića zatekao je s nogom u gipsu zbog ozljede u prometnoj nesreći. Skinuo je gips i otišao u Šabac, gdje mu je bio ratni raspored. Vratio se doma nakon dvadesetak dana, s pričom o rasulu kraljevske jugoslavenske vojske. 

### Odlazak u četnike
Ubrzo je na Bukulji pristupio četničkoj organizaciji Koste Pećanca. Pećanac je postavio poručnika Nikolu Kalabića za vojvodu cerskog i valjevskog. Nakon kraćeg vremena Kalabić je Pećancu poslao odoru i objavu, s porukom kako ga napušta zato što je krenuo s Nedićem. 
Kalabić je saznao za pukovnika Dražu Mihailovića, te ljeta 1941. godine odlazi na Ravnu Goru. Njegova prva funkcija bila je zapovjednik prateće satnije pukovnika Mihailovića. Od studenog 1941., Kalabić je zapovjednik satnije Gorske kraljeve garde. 19. prosinca Nijemci su odveli na Banjicu Nikolinu i Borkinu rodbinu, koju je kasnije Kalabić uspio izbaviti preko svojih veza.

### Četnički teror (1943.)
Kalabić je 23. veljače 1943. naredio formiranje Rudničkog letećeg odreda za borbu protiv pripadnika narodnooslobodilačkog pokreta na širem području planine Rudnik:
Sredinom 1943. godine Kalabić se pokušao približiti Nijemcima, ali je odbijen:
U borbama protiv partizanskog pokreta otpora, Kalabićevi četnici činili su surove zločine. 3. studenog 1943. jedan član Kalabićevog stožera pisao je Draži Mihailoviću o zločinima Kalabićevih četnika na području Rudnika:
2.  — Od cjelokupnog br. stanja koje su poklali 50% su nevine žrtve. Znam da podnose izvještaj da su poklani kao krivci.
3.  — Narod kada čuje da četnici dolaze u selo, više se plaše nego kada dolaze Nijemci, Bugari, Arnauti i svaka druga vjera. Jer oni svi kada dolaze ako treba nekoga protjerati ili ubiti oni protjeraju ili ubiju, ali ovi prebiju da nakon tri dana mora dotična osoba umrijeti. Navest ću Vam samo jedan slučaj, a takvih slučajeva ima dosta. Kalabić osobno prebio je u s. Ljubičevac tri čovjeka i jednu djevojku koji su nakon četiri dana pomrli. Nisu bili u stvari krivi ništa. Znam da će Vam podnijeti izvještaj da su - ustvari krivi. Dakle to povijest čovječanstva nije zapamtila. Narod se čudi čija je to vojska i za koga Kalabić radi, kad su ti ljudi od pamtivijeka nacionalisti.
5.  — Kalabić, osobno nijedan obrok ne jede bez pečenja.
6.  — Vode borbu s partizanima koji im se uvijek izvuku, oni zatim zađu po selima i pokolju onaj nevini narod, i podnose izvještaj kako su u borbi nanijeli gubitke partizanima...

### Ugovor s Nijemcima (1943.)
27. studenog 1943. Jevrem Simić i Nikola Kalabić zajedno su potpisali ugovor s predstavnicima Wehrmachta o zajedničkoj borbi protiv partizana. Ugovor je, između ostalog, imao sljedeće stavke:
2.   Primirje treba stvoriti podlogu — pretpostavku za zajedničku borbu protiv komunista.

4.   Uključivanje četničkih postrojbi u njemačko borbeno vodstvo prilikom većih zajedničkih borbenih djelovanja. Borbene zadatke četničkim postrojbama za ovo vrijeme određuje njemačko vodstvo.

5.   Izmjenjivanje stožera za vezu.

6.   Dobavljanje njemačkog strjeljiva za izvođenje zajedničkih borbenih zadataka prema vojničkim potrebama.

Po sklapanju sporazuma, Kalabić je naredio svojim ljudima "da se Nijemci i pripadnici Njemačke oružane snage ne smiju napadati pa ni razoružavati." Svaki napad na njemačke okupatore Nikola Kalabić je kažnjavao smrću:

### Prosinačka kampanja terora
Nakon dogovorene suradnje s Nijemcima, u drugoj polovini prosinca 1943. južno od Beograda provedena je akcija "čišćenja komunista". Koordinatori akcije bili su pukovnik Jevrem Simić, glavni inspektor četničkih odreda i Nikola Kalabić, zapovjednik Korpusa gorske garde, koji su izvršili koncentraciju postrojbi i otpočeli takozvano "čišćenje terena". Na ovu akciju odnosi se sljedeće Mihailovićevo naređenje zapovjednicima.
Tijekom ove akcije izvršeni su svirepi četnički zločini: pokolj u Vraniću, pokolj u Boleču i na drugim mjestima. U prosincu 1943. četnici Nikole Kalabića zaklali su u selu Kopljarima kod Aranđelovca 21 seljaka.

### Bitka za Ivanjicu (1944.)
Partizani su u siječnju 1944. godine uspjeli zauzeti Ivanjicu, ali su intervencijom višestruko jačih osovinskih snaga odbijeni.
11. siječnja 1944. Nikola Kalabić javlja Draži kako su četnici, Nijemci i Bugari s tenkovima ušli u Ivanjicu:
14. siječnja 1944. Nikola Kalabić javlja Draži kako se Bugari i četnici bore protiv partizana, a Ivanjica je uništena od topništva:
16. siječnja 1944. Kalabić obavještava Dražu kako se protiv partizana na Javoru zajedno bore četnici, nedićevci, Nijemci i Bugari:

### "Hajka" na Kalabića (1944.)
Krajem veljače istekom četničko-njemačkih sporazuma o primirju, četnici su formalno opet postali neprijatelj okupacijskih snaga. U ožujku 1944. Nijemci i Bugari poveli su "lov" na Kalabića, poznat pod zaporkom Operacija Treibjagd, nanijevši četnicima ozbiljne gubitke. Ubrzo su ponovno uspostavili suradnju.

### Četnički teror (1944.)
Proljeća 1944. godine Mihailović je odlučio formirati krupne mobilne operativne formacije, jurišne korpuse, i od njih skupine jurišnih korpusa kao formacije na razini vojske. Jedina potpuno formirana bila je Četvrta skupina jurišnih korpusa u zapadnoj i središnjoj Srbiji. Četvrtu skupinu jurišnih korpusa činilo je pet jurišnih korpusa, sastavljenih od elitnih brigada iz zapadne i središnje Srbije, kojima je dodijeljeno najbolje raspoloživo naoružanje. Nikola Kalabić je bio zapovjednik Drugog jurišnog korpusa, brojčane snage od oko 1 800 ljudi. U idućem razdoblju, Kalabić je u suradnji s Nijemcima sudjelovao u svim većim borbama protiv partizana u Srbiji: u Župi, na Jastrepcu, u Toplici, na Kopaoniku, ponovo u Župi, na Jelovoj Gori i na prilazima Ravnoj Gori.
Mihailović je u proljeće 1944. ponovno naredio zapovjedniku Gorske garde, Nikoli Kalabiću, "pod svaku cijenu uništiti komunističke dijelove u oblasti Kosmaja, Venčaca, Bukulje i sve do Beograda", što se pretvorilo u brutalan teror nad stanovništvom. U dnevniku 3. brigade Gorske garde iz travnja 1944. o ovim operacijama, pored ostalog, piše:
Srijeda, 12. travnja 1944.: Danas u Senaji strijeljani komunistički jataci i to: Spasoje i žena mu Natalija.
Četvrtak, 13. travnja 1944.: 1. i 3. bataljon na svojim reonima rade na prikupljanju žita za predaju našoj vojsci. U samu zoru, tj. noću oko 2 h krenula je brigada za s. Dubanu radi blokiranja ovog sela zbog hitanja komunista. Pri polasku strijeljali su četiri komunistička jataka ...
Selo Vlaška je kažnjeno jer su mještani prethodno tjerali četničku stražu, i bježali kako bi izbjegli prisilno novačenje u četničku vojsku.
U svom pismu od 24. travnja Nikola Kalabić osobno daje upute za klanje partizanskih simpatizera:
29. travnja 1944. Nikola Kalabić je vodio Korpus gorske garde u napadu na selo Drugovac kod Smedereva, kada je počinjen zloglasni pokolj u Drugovcu, prilikom kojeg su četnici poubijali veliki broj mještana.

### Oslobođenje Srbije
Pobočnik njemačkog generala Hansa Felbera, u svom ratnom dnevniku bilježi kako je general obilazio postrojbe koje drže bojišnicu prema partizanima, i u sklopu obilaska sastao se 7. svibnja 1944. s četničkim vođama Rakovićem i Kalabićem.
Tijekom rujna Četvrta skupina jurišnih korpusa pod zapovjedništvom Dragoslava Račića, zajedno s Kalabićevim postrojbama, poražena je od nastupajućih snaga NOVJ i potisnuta prema Beogradu. Vojvođanski borci NOVJ koji su porazili ovu grupaciju opisuju kako su se Kalabićevi četnici razlijetali "kao perje", potpuno nesposobni suprotstaviti se.
Kalabićeve postrojbe Nijemci su tijekom 3, 4. i 5. listopada vlakovima vratili iz Beograda za Kraljevo nastaviti borbu protiv Narodnooslobodilačke vojske.
Dragoslav Račić je zbog nastupanja Crvene armije 19. listopada namjeravao povesti borbu protiv Nijemaca, ali je Kalabić smatrao takav potez preuranjenim.

### Povlačenje u Bosnu
Nakon oslobođenja Srbije Četvrta skupina jurišnih korpusa je rasformirana, i Kalabić je ponovno na čelu Gorske garde. Zajedno s Nijemcima povlačio se preko Sandžaka ka Bosni. U Bosni je nastavio borbu protiv Narodnooslobodilačke vojske u suradnji s okupatorima, od kojih je potrebovao "puščano, mitralješko i bacačko streljivo".
16. siječnja 1945. godine pukovnik Gojko Borota izvještava Dražu Mihailovića kako je Kalabić dobio potrebito od Nijemaca:
U svibnju 1945. četničke postrojbe su uništene u bici na Zelengori, od strane Jugoslavenske armije. S nekoliko desetaka svojih ljudi Kalabić je uspio stići u okolinu Valjeva.

## Zločini Kalabićevih četnika nad civilima
Državna komisija za utvrđivanje zločina okupatora i njihovih pomagača u priopćenju od 11. veljače 1945. obznanila je pismo Nikole Kalabića od 24. travnja 1943. (potpisano Kalabićevim pseudonimom "Čika Pera") u kojem Kalabić sugerira podređenima izvršiti klanje 9 lica u selima u okolini Valjeva. U "Priopćenju Državne komisije br. 22." (Beograd, 1945) objavljen je faksimil ovog pisma:
"Dragi Pape,
Za klanje komunista molim te dobro tu stvar provjeri. Ispitaj još barem 3 čovjeka za te ljude koje treba zaklati. Pitaj Peru Miletića, Stevana Besarovca i Živorada Pejića pa ako oni kažu da su krivi kao komunisti onda najviše zakoljite u Jasenici 3, Papučke 2, Garić 2, Grabovica 2. Konja pastuha od Zazića mi dovedite a za njega zna Stanimir. Mene ćeš naći tek drugi dan Uskrsa uvečer u Leskovicama kod Stanoja. Nemoj se vraćati dok zadatak ne izvršiš. Želim iskreno da praznik Kristova uskrsnuća dočekate svi zdravi. Doviđenja. Pozdravi sve a tebe najviše pozdravlja
tvoj Čika Pera, 24.4.43.g."
Nikola Kalabić u depeši od 29. prosinca 1943. obavijestio je Dražu Mihailovića o pokolju koji su počinili četnici pod njegovim zapovjedništvom u selu Kopljare pokraj Aranđelovca u noći 25. – 26. prosinca 1943. Najveći broj stradalih bili su pripadnici romskih obitelji koje su živjele u selu.
"U Kopljarima uhićeno na spavanju i poklano 24 aktivna komunista od kojih su 20 cigani, koji su priznali da su bili takozvani "jarugaši", danju rade svoje poslove kući, a noću u akciji. Sve sam poklao. Ras Rasa"
Ovaj pokolj potvrđuju i nedićevski izvori ("Izvještaj odjela za državnu zaštitu Nedićevog Ministarstva unutarnjih poslova od 30. prosinca 1943. o događajima u Srbiji od 24. do 30. prosinca"): 
"Noću 25./26. om. četnici DM zaklali su u selu Kopljaru, sreza orašačkog, Gavrilović Milutina, općinskog djelovođu, Milanovića Radojicu i Savkovića Tihomira, zemljoradnike i 15 cigana i 4 ciganke i spalili sve ciganske kuće u selu, kao i kuće dvojice seljaka čiji se članovi obitelji nalaze u partizanskim redovima. Djelo je izvršeno zbog suradnje ubijenih s partizanima."

## Poslijeratno uhićenje i smrt
Pred kraj rata Nikola Kalabić kao i mnogi drugi četnici pokušavali su sakriti se u zabačenim dijelovima zemlje, čekajući pokušaj pobune protiv komunističke vlasti. OZNA je krenula sa širokim planom uhićenja bivših pripadnika JVUO i ostalih suradnika okupatora. Tako su uspjeli u tajnoj operaciji 5. prosinca 1945. uhititi Nikolu Kalabića. Prema kasnije objavljenim službenim tvrdnjama vlasti, Kalabić je izrazio želju surađivati u hvatanju generala Draže Mihailovića u zamjenu za imunitet od kaznene odgovornosti. OZNA je na to pristala, te je Kalabić sudjelovao u operaciji tako što je preko svojih veza namamio Mihailovića u klopku u kojoj je uhićen u ožujku 1946.
Dio povjesničara i povijesnih publicista kao i nacionalistički dio srpske javnosti odbacuje te tvrdnje, smatrajući ih komunističkom promidžbom i krivotvorinama, odnosno nastojanjem ocrniti najviše dužnosnike JVUO. U tome su kasnije dobili podršku Kalabićeve obitelji koja je nastojala s njega izbrisati stigmu "izdajnika".
Točan nadnevak Kalabićeve smrti i mjesto njegovoga pokopa nisu poznati. U službenim pismohranama nema nekakvih podataka o njegovom skončanju; na temelju svjedočanstava iz druge ruke se špekulira kako je bio "obzirno" likvidiran mjesec-dva nakon Draže. 1980-ih, pogotovo nakon emitiranja TV-serije Posljednji čin, pojavile su se glasine o tome da mu je ipak pošteđen život te da je živio još dvadeset godina pod novim imenom, bilo u inozemstvu, bilo u samoj Jugoslaviji. Navodilo se da je 1960-ih poginuo u prometnoj nesreći, odnosno da je ubijen u kavanskoj tuči kada se napio i otkrio svoj identitet, odnosno da ga je prepoznala jedna od preživjelih žrtava četničkog terora.
Kalabić je službeno proglašen mrtvim tek početkom 2011. godine u sudskom izvanparničnom postupku koji je pokrenula njegova unuka Vesna Dragojević. Prema tom rješenju, kao nadnevak smrti naveden je 13. siječnja 1946. Rješenje se temelji na iskazu umirovljenog pravoslavnog svećenika Mijajla Danilovića koji je prenio svjedočanstvo dvoje Kalabićevih suboraca prema kojem je na taj dan ubijen u OZNA-inoj zasjedi. Sud je prihvatio to svjedočanstvo, jer ga nitko nije službeno osporio, tako da je službena inačica priče o Kalabićevoj smrti drukčija od one koju su desetljećima navodile jugoslavenske vlasti.
Ipak, srpska historiografija, uključujući povjesničare Kostu Nikolića, Bojana Dimitrijevića i Predraga Ostojića, demantira špekulacije o navodnoj Kalabićevoj pogibiji krajem 1945. i prihvaća kao validnu službenu poslijeratnu inačicu o suradnji Nikole Kalabića u lociranju Draže Mihailovića i njegovom uhićenju u ožujku 1946.
O tome pišu K. Nikolić i B. Dimitrijević u biografiji generala Dragoljuba Draže Mihailovića (Beograd, 2011).
"Proučavajući dokumentaciju BIA ustanovili smo da je inačica po kojoj je generala Mihailovića zarobila skupina pripadnika OZNA-e za Srbiju uz "pomoć" Nikole Kalabića vjerodostojna. Raspoložive isprave u posjedu BIA nedvosmisleno potvrđuju inačicu koja je u javnost došla putem literarno obrađenih iskaza pripadnika ove skupine. Nikola Kalabić je prvi put lociran krajem kolovoza 1945. 
Prema publicističkim inačicama koje su kasnije objavljivali bivši pripadnici OZNA-e/UDBA-e, infiltracija Titove službe sigurnosti u ravnogorsku organizaciju počela je u listopadu 1945. (časnik OZNA-e Milovan Pejanović pisao je o infiltraciji u Kalabićevu skupinu na terenu krajem studenog 1945. pod pseudonimom "Ljubo Popović", pod kojim je kasnije objavio knjigu). Bojnik OZNA-e Milovan Pejanović je, sudeći prema takvim svjedocima, uspio nagovoriti Nikolu Kalabića doći u "beogradski ravnogorski stožer" na prezimljavanje. Njegovo hvatanje je izvršeno početkom prosinca 1945."
U pismohrani BIA sačuvano je nekoliko kratkih poruka koje je pisao Kalabić uoči hvatanja, kao i pismo-ispovijest pisano 19./20. prosinca 1945. organima nove vlasti iz zatvora, odnosno Slobodanu Peneziću Krcunu, Aleksandru Rankoviću i Milovanu Đilasu. Apostrofirajući ovo pismo, Nikolić i Dimitrijević ističu: "Ovo je neizravna potvrda o vjerodostojnosti inačice koju je objavio "Ljubo Popović" (Milovan Pejanović), a neke od pronađenih depeša slažu se vremenski i tematikom s onima koje je on kao faksimile objavio u svojoj knjizi."

## Pokušaj rehabilitacije
Godine 2009. rodbina Nikole Kalabića pokrenula je njegovu sudsku rehabilitaciju.
Na najavu podnošenja zahtjeva za sudsku rehabilitaciju Nikole Kalabića, povjesničar Venceslav Glišić, relavantan poznavatelj povijesti Drugog svjetskog rata na tlu Srbije, izjavio je: "Nikola Kalabić najmanje od svih četnika zaslužuje biti rehabilitiran. Ovaj osvjedočeni izdajnik svog naroda i blizak suradnik okupatora ostao je upamćen po zvjerstvima nad srpskim civilima. I meni su, dok sam istraživao ovo razdoblje srpske povijesti, nuđene proturječne informacije o njegovom životu i smrti. Ali jedina istina je ona koju mi je svojedobno povjerio Aleksandar Ranković - Nikola Kalabić je izdao Dražu Mihailovića."

## U popularnoj kulturi
Događaji vezani uz hitanje Draže Mihailovića, odnosno inačica prema kojoj je u njemu ključnu ulogu igrao Kalabić, dva puta su ekranizirani u bivšoj Jugoslaviji. Godine 1970. snimljen je igrani film Klopka za generala, gdje se kao lik pojavljuje četnički zapovjednik po imenu "Ras", temeljen na Kalabiću, a kojeg tumači Ljuba Tadić. Godine 1981. je Radiotelevizija Beograd emitirala dokumentarno-dramsku mini-seriju Posljednji čin gdje Kalabića glumi Zoran Rankić; njegovo tumačenje Kalabićevog lika je izazvalo kontroverze u tadašnjoj javnosti, s obzirom na to da je prikazan s neoubičajenim simpatijama za nekoga sa službenom reputacijom izdajnika i zločinca. 

## Vanjske poveznice
- Sporazum od 27. studenog 1943. između Jevrema Simića i Nikole Kalabića s njemačkim predstavnikom o suradnji u borbama protiv NOVJ
- Nikola Milovanovic, HAPŠENJE KALABIĆA